# Dindavara, Hiriyur
Dindavara là một làng thuộc tehsil Hiriyur, huyện Chitradurga, bang Karnataka, Ấn Độ.